# Custines
 Custines  es una población y comuna francesa, en la región de Lorena, departamento de Meurthe y Mosela, en el distrito de Nancy y cantón de Malzéville.

## Demografía
| 2639 | 3046 | 2900 | 2841 | 2813 | 2991 |
| Para los censos de 1962 a 1999 la población legal corresponde a la población sin duplicidades (Fuente: INSEE [Consultar]) |      |      |      |      |      |

## Personas nacidas en la comuna
El escultor Jean Rouppert (1887-1979)